# کلاته تاتار

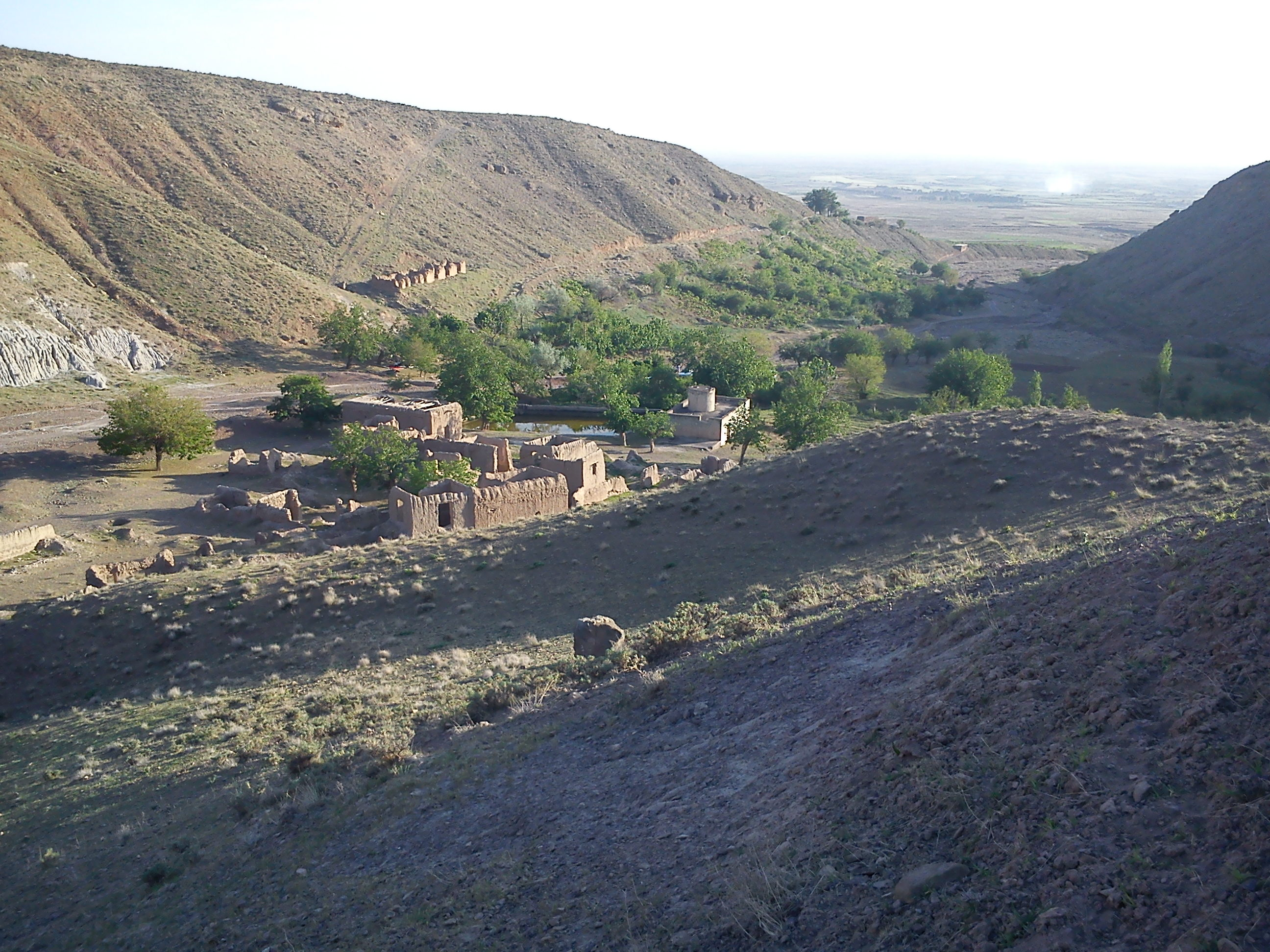
نمایی رو به جنوب از روستای کلاته تاتار

کلاته تاتار، روستایی خالی از سکنه از توابع بخش مرکزی شهرستان نیشابور در استان خراسان رضوی ایران است که از شمال با روستای سوقند، از شرق با روستای داراسلام و از جنوب با روستای دشت همسایه است. کلاته تاتار تا اوایل دهه هفتاد شمسی حدود بیست خانوار جمعیت داشت که به علت نبود برق، اهالی آن به روستاهای مجاور مهاجرت کردند. این روستا دارای یک رشته قنات است که هنوز برای آبیاری باغات و زمین‌های کشاورزی اهالی، از آن استفاده می‌شود.